# Tomášovce, Lučenec
Tomášovce este o comună slovacă, aflată în districtul Lučenec din regiunea Banská Bystrica. Localitatea se află la altitudinea de 256 m deasupra n.m., se întinde pe o suprafață de 14,1 km2 și în 2017 număra 1.360 de locuitori.

## Istoric
Localitatea Tomášovce este atestată documentar din 1247.

## Demografie
| An:                | 1994 | 2004   | 2014 | 2024   |
| ------------------ | ---- | ------ | ---- | ------ |
| Număr de persoane: | 1511 | 1500   | 1395 | 1338   |
| Diferență:         |      | −0,72% | −7%  | −4,08% |

| An:                | 2023 | 2024   |
| ------------------ | ---- | ------ |
| Număr de persoane: | 1335 | 1338   |
| Diferență:         |      | +0,22% |

## Personalități născute aici
- Vladimir Logothetti (1822 - 1892), ofițer austro-ungar.